# Aeroporti in Russia
Lista degli aeroporti in Russia (Federazione Russia), divisi per luogo.

## Lista
| Nome                                               | Città                       | ICAO | IATA |
| -------------------------------------------------- | --------------------------- | ---- | ---- |
| Centrale                                           |                             |      |      |
| Aeroporto Internazionale di Belgorod               | Belgorod                    | UUOB | EGO  |
| Aeroporto di Ivanovo-Južnyj                        | Ivanovo                     | UUBI | IWA  |
| Aeroporto di Lipeck                                | Lipeck                      | UUOL | LPK  |
| Aeroporto di Kaluga-Grabcevo                       | Kaluga                      | UUBC | KLF  |
| Aeroporto di Mosca-Bykovo                          | Mosca                       | UUBB | BKA  |
| Aeroporto di Mosca-Domodedovo                      | Mosca                       | UUDD | DME  |
| Aeroporto di Mosca-Šeremet'evo                     | Mosca                       | UUEE | SVO  |
| Aeroporto di Mosca-Vnukovo                         | Mosca                       | UUWW | VKO  |
| Aeroporto di Rjazan'                               | Rjazan'                     | UUWR | RZN  |
| Aeroporto di Rostov sul Don                        | Rostov sul Don              | URRR | ROV  |
| Aeroporto di Tambov-Donskoe                        | Tambov                      | UUOT | TBW  |
| Aeroporto di Voronež-Čertovickoe                   | Voronež                     | UUOO | VOZ  |
| Estremo Oriente                                    |                             |      |      |
| Aeroporto di Aldan                                 | Aldan                       | UEEA | ADH  |
| Aeroporto di Anadyr'                               | Anadyr                      | UHMA | DYR  |
| Aeroporto di Blagoveščensk-Ignat'evo               | Blagoveščensk               | UHBB | BQS  |
| Aeroporto di Čerskij                               | Čerskij                     | UESS | CYX  |
| Aeroporto di Čokurdach                             | Čokurdach                   | UESO | CKH  |
| Aeroporto di Chabarovsk-Novyj                      | Chabarovsk                  | UHHH | KHV  |
| Aeroporto di Magadan-Sokol                         | Magadan                     | UHMM | GDX  |
| Aeroporto di Mirnyj                                | Mirny                       | UERR | MJZ  |
| Aeroporto di Čul'man                               | Nerjungri                   | UELL | CNN  |
| Aeroporto di Pevek                                 | Pevek                       | UHMP | PWE  |
| Aeroporto di Providenija                           | Providenija                 | UHMD | PVS  |
| Aeroporto di Petropavlovsk                         | Petropavlovsk-Kamčatskij    | UHPP | PKC  |
| Aeroporto di Tiksi                                 | Tiksi                       | UEST | IKS  |
| Aeroporto di Udačnyj-Poljarnyj                     | Udačnyj                     | UERP | PYJ  |
| Aeroporto di Vladivostok                           | Vladivostok                 | UHWW | VVO  |
| Aeroporto di Jakutsk                               | Jakutsk                     | UEEE | YKS  |
| Aeroporto di Južno-Sachalinsk                      | Južno-Sachalinsk            | UHSS | UUS  |
| Nordoccidentale                                    |                             |      |      |
| Aeroporto di Amderma                               | Amderma                     | ULDD | AMV  |
| Aeroporto di Kirovsk-Apatity                       | Apatity                     | ULMK | KVK  |
| Aeroporto di Lešukonskoe                           | Arcangelo                   | ULAL | LDG  |
| Aeroporto di Arcangelo-Talagi                      | Archangelo                  | ULAA | ARH  |
| Aeroporto di Čerepovec                             | Čerepovec                   | ULBC | CEE  |
| Aeroporto di Kaliningrad-Chrabrovo                 | Kaliningrad                 | UMKK | KGD  |
| Aeroporto di Kotlas                                | Kotlas                      | ULKK | KSZ  |
| Aeroporto di Murmansk                              | Murmansk                    | ULMM | MMK  |
| Aeroporto di Nar'jan-Mar                           | Nar'jan-Mar                 | ULAM | NNM  |
| Aeroporto di Pečora                                | Pečora                      | UUYP | PEX  |
| Aeroporto di Petrozavodsk                          | Petrozavodsk                | ULPB | PES  |
| Aeroporto di Pskov                                 | Pskov                       | ULOO | PKV  |
| Aeroporto di San Pietroburgo-Pulkovo               | San Pietroburgo             | ULLI | LED  |
| Aeroporto di Rževka                                | San Pietroburgo             | ULSS | RVH  |
| Aeroporto di Solovki                               | Soloveckij                  | ULAS | CSH  |
| Aeroporto di Syktyvkar                             | Syktyvkar                   | UUYY | SCW  |
| Aeroporto di Uchta                                 | Uchta                       | UUYH | UCT  |
| Aeroporto di Vorkuta                               | Vorkuta                     | UUYW | VKT  |
| Siberia                                            |                             |      |      |
| Aeroporto di Ačinsk                                | Ačinsk                      | UNKS | ACS  |
| Aeroporto di Abakan                                | Abakan                      | UNAA | ABA  |
| Aeroporto di Barnaul                               | Barnaul                     | UNBB | BAX  |
| Aeroporto di Bratsk                                | Bratsk                      | UIBB | BTK  |
| Aeroporto di Čita-Kadala                           | Čita                        | UIAA | HTA  |
| Aeroporto di Igarka                                | Igarka                      | UOII | IAA  |
| Aeroporto di Irkutsk                               | Irkutsk                     | UIII | IKT  |
| Aeroporto di Kemerovo                              | Kemerovo                    | UNEE | KEJ  |
| Aeroporto di Chatanga                              | Chatanga                    | UOHH | HTG  |
| Aeroporto di Kogalym                               | Kogalym                     | USRK | KGP  |
| Aeroporto di Krasnojarsk-Emel'janovo               | Krasnojarsk                 | UNKL | KJA  |
| Aeroporto di Kyzyl                                 | Kyzyl                       | UNKY | KYZ  |
| Aeroporto di Nojabr'sk                             | Nojabr'sk                   | USRO | NOJ  |
| Aeroporto di Noril'sk-Alykel'                      | Noril'sk                    | UOOO | NSK  |
| Aeroporto di Novokuzneck                           | Novokuzneck                 | UNWW | NOZ  |
| Aeroporto di Novosibirsk-Tolmačëvo                 | Novosibirsk                 | UNNT | OVB  |
| Aeroporto di Omsk                                  | Omsk                        | UNOO | OMS  |
| Aeroporto di Salechard                             | Salechard                   | USDD | SLY  |
| Aeroporto di Tomsk                                 | Tomsk                       | UNTT | TOF  |
| Aeroporto di Ulan-Udė                              | Ulan-Udė                    | UIUU | UUD  |
| Aeroporto di Usinsk                                | Usinsk                      | UUYS | USK  |
| Aeroporto di Enisejsk                              | Enisejsk                    | UNII | EIE  |
| Meridionale                                        |                             |      |      |
| Aeroporto di Soči-Adler                            | Soči                        | URSS | AER  |
| Aeroporto di Anapa-Vitjazevo                       | Anapa                       | URKA | AAQ  |
| Aeroporto di Astrachan'                            | Astrachan'                  | URWA | ASF  |
| Aeroporto di Ėlista                                | Ėlista                      | URWI | ESL  |
| Aeroporto di Krasnodar                             | Krasnodar                   | URKK | KRR  |
| Aeroporto di Machačkala                            | Machačkala                  | URML | MCX  |
| Aeroporto di Mineral'nye Vody                      | Mineral'nye Vody            | URMM | MRV  |
| Aeroporto di Nal'čik                               | Nal'čik                     | URMN | NAL  |
| Aeroporto di Stavropol'-Špakovskoe                 | Stavropol'                  | URMT | STW  |
| Aeroporto di Vladikavkaz                           | Vladikavkaz                 | URMO | OGZ  |
| Aeroporto di Volgograd                             | Volgograd                   | URWW | VOG  |
| Urali                                              |                             |      |      |
| Aeroporto di Čeljabinsk                            | Čeljabinsk                  | USCC | CEK  |
| Aeroporto di Kurgan                                | Kurgan                      | USUU | KRO  |
| Aeroporto di Magnitogorsk                          | Magnitogorsk                | USCM | MQF  |
| Aeroporto di Novyj Urengoj                         | Novyj Urengoj               | USMU | NUX  |
| Aeroporto di Radužnyj                              | Radužnyj                    | USNR | RAP  |
| Aeroporto di Streževoj                             | Streževoj                   | UNSS | SWT  |
| Aeroporto di Surgut                                | Surgut                      | USRR | SGC  |
| Aeroporto di Tjumen'-Roščino                       | Tjumen'                     | USTR | TJM  |
| Aeroporto di Uraj                                  | Uraj                        | USHU | URJ  |
| Aeroporto di Ekaterinburg-Kol'covo                 | Ekaterinburg                | USSS | SVX  |
| Volga                                              |                             |      |      |
| Aeroporto di Bugul'ma                              | Bugul'ma                    | UWKB | UUA  |
| Aeroporto di Čeboksary                             | Čeboksary                   | UWKS | CSY  |
| Aeroporto di Kazan'                                | Kazan'                      | UWKD | KZN  |
| Aeroporto di Kirov                                 | Kirov                       | USKK | KVX  |
| Aeroporto di Kostroma                              | Kostroma                    | UUBA | KMW  |
| Aeroporto di Nižnij Novgorod-Strigino V. P. Čkalov | Nižnij Novgorod             | UWGG | GOJ  |
| Aeroporto di Nižnekamsk                            | Nižnekamsk/Naberežnye Čelny | UWKE | NBC  |
| Aeroporto di Orenburg                              | Orenburg                    | UWOO | REN  |
| Aeroporto di Orsk                                  | Orsk                        | UWOR | OSW  |
| Aeroporto di Penza                                 | Penza                       | UWPP | PEZ  |
| Aeroporto di Perm'                                 | Perm'                       | USPP | PEE  |
| Aeroporto di Rybinsk                               | Rybinsk                     | UUBK | RYB  |
| Aeroporto di Saransk                               | Saransk                     | UWPS | SKX  |
| Aeroporto di Samara-Kurumoč                        | Samara                      | UWWW | KUF  |
| Aeroporto di Saratov-Central'nyj                   | Saratov                     | UWSS | RTW  |
| Aeroporto di Ufa                                   | Ufa                         | UWUU | UFA  |
| Aeroporto di Vologda                               | Vologda                     | ULWW | VGD  |
| Aeroporto di Jaroslavl'-Tunošna                    | Jaroslavl'                  | UUDL | IAR  |
| Aeroporto di Ul'janovsk-Vostočnyj                  | Ul'janovsk                  | UWLW | ULY  |
| Non designati                                      |                             |      |      |
| Aeroporto di Balakovo                              | Balakovo                    | UWSB | BWO  |
| Aeroporto di Dikson                                | Dikson                      | UODD | DKS  |
| Aeroporto di Inta                                  | Inta                        | UUYI | INA  |
| Aeroporto di Iževsk                                | Iževsk                      | USII | IJK  |
| Aeroporto di Chanty-Mansijsk                       | Chanty-Mansijsk             | USHH | HMA  |
| Aeroporto di Kurgan                                | Kurgan                      | USUU | KRO  |
| Aeroporto di Magan                                 | Magdagači/Jakutsk           | UHBI | GDG  |
| Aeroporto di Nadym                                 | Nadym                       | USMM | NYM  |
| Aeroporto di Neftekamsk                            | Neftekamsk                  | UWUF | NEF  |
| Aeroporto di Neftejugansk                          | Neftejugansk                | USRN | NFG  |
| Aeroporto di Nižnevartovsk                         | Nižnevartovsk               | USNN | NJC  |
| Aeroporto di Njagan'                               | Njagan'                     | USHN | NYA  |
| Aeroporto di Oktjabr'skij                          | Oktjabr'skij                | UWUK | OKT  |
| Aeroporto di Sovetskij                             | Sovetskij                   | USHS | OVS  |
| Aeroporto di Tynda                                 | Tynda                       | UHBW | TYD  |
| Aeroporto di Ust'-Ilimsk                           | Ust'-Ilimsk                 | UIBS | UIK  |
| Aeroporto di Ust'-Kut                              | Ust'-Kut                    | UITT | UKX  |
| Aeroporto di Velikij Novgorod                      | Velikij Novgorod            | ULNN | NVR  |
| Aeroporto di Velikie Luki                          | Velikie Luki                | ULOL | VLU  |
| Aeroporto di Joškar-Ola                            | Joškar-Ola                  | UWKJ | JOK  |
| Aeroporto di Tver'-Migalovo                        | Tver'                       | UUEM | KLD  |